# Mary Nzimiro
Mary Nzimiro (nata Mary Nwametu Onumonu, MBE; Oguta, 16 ottobre 1898 – Oguta, 16 gennaio 1993) è stata un'imprenditrice e politica nigeriana.

## Biografia
Mary Nwametu Onumonu era figlia del capo igbo Onumonu Uzoaru e di sua moglie Ruth, una commerciante di prodotti di palma. Frequentò la Sacred Heart School di Oguta e la Convent School di Asaba, dove si diplomò nel 1920. Poco dopo sposò Richard Nzimiro, un impiegato della United Africa Company of Nigeria (UAC).
Una volta trasferitasi a Illah per via dell'impiego di suo marito, Nzimiro iniziò a vendere sale e olio di palma nei mercati di Nkwo e Eke. Dopo una breve permanenza a Onitsha e a Opobo, negli anni '40 la coppia si stabilì in pianta stabile a Port Harcourt. Suo marito lasciò il lavoro per collaborare con Mary Nzimiro, che aveva avviato un'attività commerciale di tessuti, polvere da sparo e cosmetici. Grazie al suo senso degli affari e alla sua buona reputazione, Nzimiro divenne un agente dell'UAC, diventandone il principale rappresentante per la regione orientale della Nigeria nel 1948. In questa veste commerciò grandi partite di merci a grossisti e dettaglianti della Nigeria, del Ghana e della Sierra Leone. Oltre a ciò inaugurò i suoi punti vendita al dettaglio di tessuti e cosmetici a Port Harcourt e nelle città vicine.
I dirigenti dell'UAC le affidarono diverse commissioni a Londra, Manchester e Glasgow. In patria riuscì a inaugurare due distributori di benzina, uno con Agip a Port Harcourt e l'altro con Total a Lagos. Divenne una delle persone più ricche dell'Africa occidentale e acquistò diversi beni immobiliari a Port Harcourt, inclusa la sua residenza nell'esclusiva Bernard Carr Street. Si prodigò nel distribuire borse di studio ai giovani e nell'aiutare molte delle sue apprendiste a entrare nel mondo degli affari. Insieme al marito nel 1945 inaugurò una scuola a Oguta, poi ribattezzata Priscilla Memorial Grammar School in onore della figlia Priscilla Nzimiro morta poco dopo la laurea in medicina all'Università di Glasgow. Nel 1966, in seguito alla morte del marito avvenuta nel 1959, fondò la Nzimiro Memorial Girls Secondary School.
In campo politico fu membro del Consiglio nazionale della Nigeria e del Camerun. Venne eletta nel suo comitato esecutivo nel 1957 e vicepresidente della NCNC Eastern Women's Association nel 1962. Durante la guerra civile nigeriana (1967-1970) si schierò con le donne igbo in sostegno dei biafrani. Questa presa di posizione le costò la perdita di gran parte della sua proprietà a Port Harcourt. Negli ultimi anni si ritirò nella nativa Oguta, dove morì nel 1993 all'età di 95 anni.